# Jorge Emilio González Martínez
Jorge Emilio González Martínez (Ciudad de México, 16 de abril de 1972), también conocido como «El niño verde», es un político mexicano, expresidente del Partido Verde Ecologista de México.
Es licenciado en Administración de Empresas por la Universidad del Valle de México, es hijo del anterior presidente y fundador del PVEM, Jorge González Torres, y nieto del exgobernador de Tamaulipas, exprecandidato presidencial y dos veces secretario de estado Emilio Martínez Manatou, así como sobrino del empresario farmacéutico de la cadena Farmacias Similares y candidato independiente a la Presidencia Víctor González Torres. Casado con María Couttolenc hija del diputado federal José Alberto Couttolenc Güemez. En agosto del 2015 inició su divorcio con María Couttolenc.

## Inicios en la vida política
Inició su carrera política desde muy joven, gracias a su padre Jorge González Torres donde ha estado en cargos directivos o de elección plurinominal. Fue representante a la Asamblea de Representantes del Distrito Federal de 1994 a 1997, diputado federal en la LVII Legislatura de 1997 a 2000 y de 2000 a 2006 senador de la República, diputado federal plurinominal en la LX Legislatura de 2006 a 2009. De 2001 a 2011, sucedió a su padre como presidente del PVEM después de haber sido electo durante Asamblea Nacional en el 2001, compitiendo frente a Guadalupe García Noriega, quién ha sido diputada local y federal, también por el Partido Verde.

## Congreso de la Unión
Se ha desempeñado como diputado Federal en la LVII Legislatura (1997-2000) y tres veces Senador de la República en las legislaturas LVIII (2000-2003), LIX (2003-2006) y en la LXII Legislatura.

### Senador
Como Coordinador del Partido Verde Ecologista de México en el Senado de la República, solidarizó con las propuestas de Enrique Peña Nieto. Puntualizó que dentro de los principales ejes para la transformación se encuentra la sustentabilidad, pues “un país en desarrollo requiere de la protección del medio ambiente”.
Destaca la aprobación de reforma a la Ley General del Equilibrio Ecológico y Protección al Ambiente y de la Ley General de Prevención Integral de los Residuos. Con las modificaciones de esas dos leyes, se estableció que toda persona tiene derecho a un medio ambiente sano. Este nuevo ordenamiento se publicó en el Diario Oficial de la Federación el 5 de diciembre de 2012.

#### Iniciativas destacadas
Como senador del PVEM, Jorge Emilio González Martínez presentó las siguientes iniciativas:
Iniciativa que reforma la Ley General para la Prevención y Gestión Integral de los Residuos a fin de que pequeños generadores de residuos peligrosos presenten informe anual del manejo de estos desechos. Iniciativa con proyecto de decreto por el que se expide la ley reglamentaria del artículo 1° constitucional en materia de derechos humanos.
Reforma para proteger a animales en circos y zoológicos.
Iniciativa con proyecto de decreto por el que se reforma el artículo 78 y se adiciona el artículo 78 bis de la ley general de vida silvestre.
Iniciativa con proyecto de decreto por el que se reforman los artículos 60 y 420 del código penal federal, en materia de delitos contra el ambiente y la gestión ambiental relativos a la biodiversidad.
Iniciativa que reforma el artículo 28 de la ley general del equilibrio ecológico y protección al ambiente.
Iniciativa que reforman la ley general del equilibrio ecológico y la protección al ambiente, y la ley general de prevención y gestión integral de los residuos.
Iniciativa con proyecto de decreto que reforma y adiciona los artículos 22, 73, 79, 105, 107, 109, 113, 116 Y 122.

### Puntos de acuerdo
Entre los puntos de acuerdo relevantes que figuran en su trabajo legislativo están el relativo a las medidas fitosanitarias a considerar para combatir la plaga de ácaro rojo de las palmas, el 4 de febrero de 2014, presentada en el Senado de la República; el relativo a disminuir el desperdicio de alimentos, en torno al día mundial del medio ambiente cuyo tema fue “Piensa, aliméntate y ahorra”, el 5 de junio de 2013, presentado en el Senado de la República; y uno en el que se exhorta a los congresos locales para que homologuen la reforma constitucional del derecho al acceso al agua en sus constituciones locales, el 21 de marzo de 2013, presentada en el Senado de la República y turnado a la Comisión de Recursos Hidráulicos.

### Publicaciones
Jorge Emilio González ha publicado los siguientes artículos en periódicos nacionales: Polución y muerte, publicado el 18 de enero de 2014; ¿Nueva era del hielo?, publicado el 21 de diciembre de 2013; Pequeños generadores de contaminación, publicado el 23 de noviembre de 2013; Residuos electrónicos, publicado el 26 de octubre de 2013; y Soberanía y reforma energética, publicado el 28 de septiembre de 2013.

## Controversias

### Videoescándalo
En febrero de 2004, salió a la luz pública un video que mostraba a Jorge Emilio González en conversaciones y negociaciones con un sujeto que le ofreció un soborno por dos millones de dólares para la liberación de terrenos protegidos cerca de la zona de Cancún. La idea de desproteger esos terrenos era para usarlos en la construcción de una zona hotelera, que se había demostrado, afectaba gravemente la flora y fauna del lugar al destruir los manglares de la zona.

### Comentario sobre «ninis»
El 26 de mayo de 2012, desató otra polémica por declaraciones que hizo sobre marchas y protestas que se estaban dando en varios estados de México en contra del candidato a la Presidencia de la República Enrique Peña Nieto (PRI-PVEM), mientras daba una conferencia en Cozumel declaró: «Creo que es hora de que estos ‘ninis' hagan algo por el país. Que hagan algo productivo para ellos. Que se dediquen a trabajar». Esta afirmación fue negada inmediatamente por González, quien envió una carta aclaratoria al diario Novedades de Quintana Roo.